# Red Bank (Tennessee)
Red Bank – miasto w Stanach Zjednoczonych, w stanie Tennessee, w hrabstwie Hamilton.